# 삼성 갤럭시 탭 2 7.0
삼성 갤럭시 탭 2 7.0(Samsung GALAXY Tab 2 7.0)는 삼성전자에서 제조/판매하는 안드로이드 태블릿 컴퓨터로, 갤럭시 탭의 후속기종이다.
2012년 5월 22일 출시했다.

## 색상
- 메탈릭 그레이
- 화이트
- 가넷 레드

## 운영 체제/소프트웨어

### 안드로이드 4.0 아이스크림 샌드위치
안드로이드 OS 4.0.4 아이스크림 샌드위치를 탑재하여 출시했다.

### 안드로이드 4.1 젤리빈
2012년 11월 22일 P3110 모델, 2012년 11월 23일 P3100 모델에 대한 4.1.1 젤리빈으로의 업그레이드가 시작되었다.
주요 개선점은 다음과 같다.
- 프로젝트 버터 적용
- 터치위즈 UI의 스마트폰 UI화
- 팝업 플레이 기능 추가
- 두개의 홈스크린 모드 (기본모드, 이지모드)
- 많은 알림 토글과 새로운 알림창
- 구글 나우 추가

2013년 2월 26일 P3110 모델, 2013년 3월 P3100 모델에 대한 4.1.2 젤리빈으로의 업그레이드가 시작되었다.

#### 특수 기능
- 팝업 플레이 : 동영상을 작은 팝업창 형태로 재생하는 기능으로, 동영상이 팝업창 형태로 떠 있는 동안에는 화면의 일부분만 점유하며, 다른 애플리케이션을 사용할 수 있다. (4.1.1)

- 스마트 스테이 :앞면 카메라를 통해 사용자의 눈동자와 얼굴을 인식하여 사용 중일 때에는 디스플레이가 꺼지지 않도록 유지한다. (4.1.1)

### 안드로이드 4.2 젤리빈
2013년 8월 2일과 8월 13일에 각각 3G 모델과 와이파이 모델이 4.2.2 젤리빈으로 업그레이드 되었다.

## 같이 보기
- 삼성 갤럭시 탭
- 삼성 갤럭시 탭 7.0 플러스
- 삼성 갤럭시 탭 7.7
- 삼성 갤럭시 탭 2 10.1